# プログレスM-56
プログレスM-56はロシア連邦宇宙局が国際宇宙ステーション(ISS)の補給のために打ち上げたプログレス補給船。NASAではProgress 21、21Pなどとも称され、型式はプログレス-M (11F615A55)で、シリアル番号は356番だった。

## 運用
プログレスM-56は2006年4月24日16時3分25秒(GMT)にバイコヌール宇宙基地1/5発射台からソユーズ-Uで打ち上げられた。同年4月26日17時41分31秒(GMT)にISSのズヴェズダモジュールAftポートにドッキングした。
5ヶ月間ドッキングを継続し、ソユーズTMA-9の到着に備えて2006年9月19日の0時28分17秒(GMT)にドッキングを解除した。ドッキング解除後同日の3時28分には軌道を離脱、太平洋上の大気圏で燃焼し、4時14分40秒ごろ燃え残りが海上に落下した。

## 搭載貨物
プログレスM-56は第13次長期滞在のクルーなどのための食料、水、酸素や科学実験用の装置類などを搭載していた。

## 註
1. 1 2  McDowell, Jonathan. “Launch Log”.   Jonathan's Space Page. 2009年6月5日閲覧。
2. 1 2 3 4  Anikeev, Alexander. “Cargo spacecraft "Progress M-56"”.   Manned Astronautics - Figures & Facts. 2008年3月2日時点のオリジナルよりアーカイブ。2009年6月5日閲覧。
3. ↑  Wade, Mark. “Progress M”.   Encyclopedia Astronautica. 2016年7月11日閲覧。
4. ↑  Zak, Anatoly. “Progress cargo ship”.   RussianSpaceWeb. 2009年6月5日閲覧。
5. ↑  McDowell, Jonathan. “Satellite Catalog”.   Jonathan's Space Page. 2009年6月5日閲覧。